# 4914-es mellékút (Magyarország)
A 4914-es mellékút egy bő 7 kilométeres hosszúságú, négy számjegyű mellékút Szabolcs-Szatmár-Bereg vármegye keleti részén; Nyírmihályditól húzódik Nyírlugos központjáig.

## Nyomvonala
Nyírmihálydi központjának keleti szélén ágazik ki a 471-es főútból, annak a 34+350-es kilométerszelvényénél, kelet-délkeleti irányban. Rövid belterületi szakaszán a Lugosi út nevet viseli, de alig fél kilométer megtétele után már külterületek között jár. A 3+450-es kilométerszelvénye táján lép ki e település határai között, onnantól Nyírlugos határai között folytatódik. A 4. kilométere táján Cserhágó településrész déli szélén halad el, 5,2 kilométer után pedig eléri a település belterületének északi szélét, a Mihálydi út nevet felvéve. Így is ér véget, beletorkollva a 4903-as út 10. kilométere előtt lévő körforgalomba, a város központjában.
Teljes hossza, az országos közutak térképes nyilvántartását szolgáló kira.kozut.hu adatbázisa szerint 7,032 kilométer.

## Története
A Kartográfiai Vállalat 1990-ben megjelentetett Magyarország autóatlasza a teljes szakaszát kiépített, portalanított útként jelöli.

## Települések az út mentén
- Nyírmihálydi
- Nyírlugos-Cserhágó
- Nyírlugos